# Bagneux (Meurthe-et-Moselle)
Bagneux település Franciaországban, Meurthe-et-Moselle megyében. Lakosainak száma 130 fő (2022. január 1.). Bagneux Allain, Barisey-au-Plain, Barisey-la-Côte, Bulligny, Colombey-les-Belles és Crézilles községekkel határos.

## Népesség
A település népességének változása:
| Lakosok száma | 137  | 142  | 132  | 140  | 154  | 159  | 160  | 153  | 138  | 130  |
|               | 1968 | 1982 | 1999 | 2006 | 2011 | 2015 | 2017 | 2018 | 2020 | 2022 |